# 鈴木祥
鈴木 祥（すずき しょう、1987年 - ）は日本の映画監督。埼玉県出身。

## 来歴・人物
2011年、日本大学芸術学部映画学科卒業。
卒業制作映画「ボーダー」（35分）が、大学・専門学校の卒業制作映画を集めた上映会「第29回そつせい祭」（2011年3月11日）で最優秀作品賞（グランプリ)、映文連アワード2011の準グランプリに選ばれた。塚田万理奈監督『空（カラ）の味』(2016)、村田唯監督『密かな吐息』(2014)および『デゾレ』(2017)に助監督として参加した。初監督作品は『おろかもの』（2018）。共同監督の芳賀俊、脚本の沼田真隆、そして出演した村田唯は日本大学芸術学部映画学科の同期生である。鈴木は監督コース、芳賀と沼田は撮影コース、村田は演技コースを専攻していた。
本作品は田辺・弁慶映画祭2019で弁慶グランプリ、観客賞、キネマイスター賞、出演した笠松七海・村田唯の2名が俳優賞を受賞した。SKIPシティ国際Dシネマ映画祭2019国内コンペティション長編部門で観客賞を受賞した。

## 監督作品
- おろかもの（2018年）